# Tenzuela
Tenzuela es una localidad y enclave español perteneciente al municipio de Pelayos del Arroyo, en la provincia de Segovia, comunidad autónoma de Castilla y León. Está a 14 km de Segovia capital y a menos de tres de Pelayos del Arroyo. En 2021 contaba con 10 habitantes. Fue un municipio independiente hasta después de 1842 y pertenece al Sexmo de San Lorenzo.

## Toponimia
En 1247 se llamaba Atençuela, posiblemente significando "la pequeña Atienza" en referencia a esta villa de Guadalajara. Se cree que fue ya en el siglo XVI cuando su nombre se transformó progresivamente en el actual, en el Catastro de Ensenada está registrado como un municipio independiente llamado Atenzuela.

## Geografía

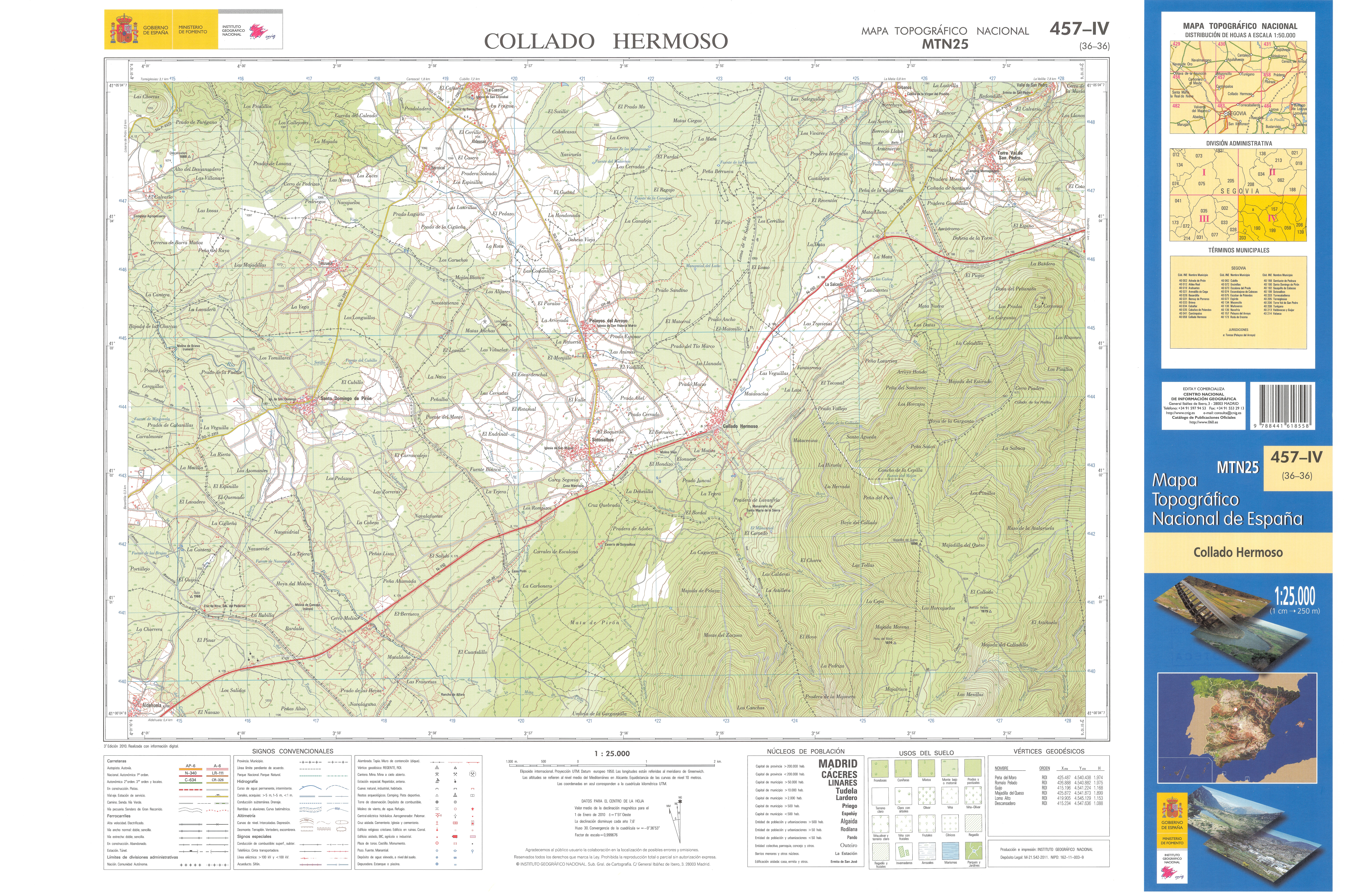
Fragmento de la hoja 457 del Mapa Topográfico Nacional de España de 2010 en el que se representa el exclave de Tenzuela

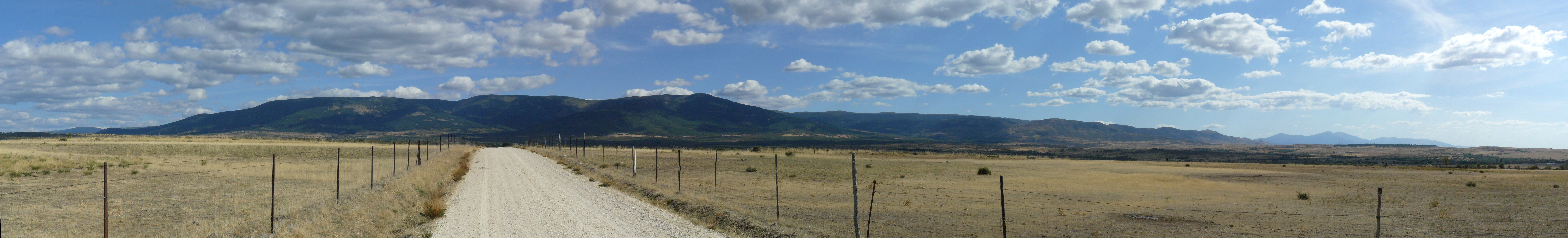
Vista de la sierra desde Tenzuela

Forma un exclave respecto al resto del municipio de Pelayos del Arroyo. En la localidad trascurre el Camino de San Frutos acabando la segunda etapa y empezando la tercera, siendo el primer pueblo del itinerario por Caballar.
| Noroeste: Losana de Pirón (Torreiglesias)          | Norte: La Cuesta (Turégano) | Noreste: La Cuesta (Turégano) |
| Oeste: Brieva                                      |                             | Este: Sotosalbos              |
| Suroeste: Santo Domingo de Pirón                   | Sur: Sotosalbos             | Sureste: Sotosalbos           |
| ----Mapa interactivo — Tenzuela y su término local |                             |                               |

## Demografía
Evolución de la población
| Gráfica de evolución demográfica de Tenzuela entre 1828 y 2022 |
| |
| Población según el Diccionario geográfico-estadístico de España y Portugal de Sebastián Miñano. Población de derecho (1842 que es población de hecho) según los censos de población del siglo XIX. Población según Pedro Luis Siguero Llorente. Población residente (1842-2020) según los censos de población del INE. Población según el padrón municipal de 2023 del INE. |

## Administración y política
Tenzuela fue anejado después de 1842 a Pelayos del Arroyo, perdiendo su ayuntamiento y pasando a depender del Ayuntamiento de Pelayos del Arroyo, donde desde las elecciones municipales de 2023 la alcaldesa es Francisco Javier Rodríguez Sanz, del Partido Popular.
Sin embargo, Tenzuela sí cuenta con un alcalde pedáneo, Lisardo Iglesias Saavedra, concejal popular del ayuntamiento oficial en Pelayos que está encargado de la gestión local de la pedanía. La escasa población no permite formalizar el núcleo como Entidad local menor y este cargo es, hoy por hoy, alegal.

## Cultura

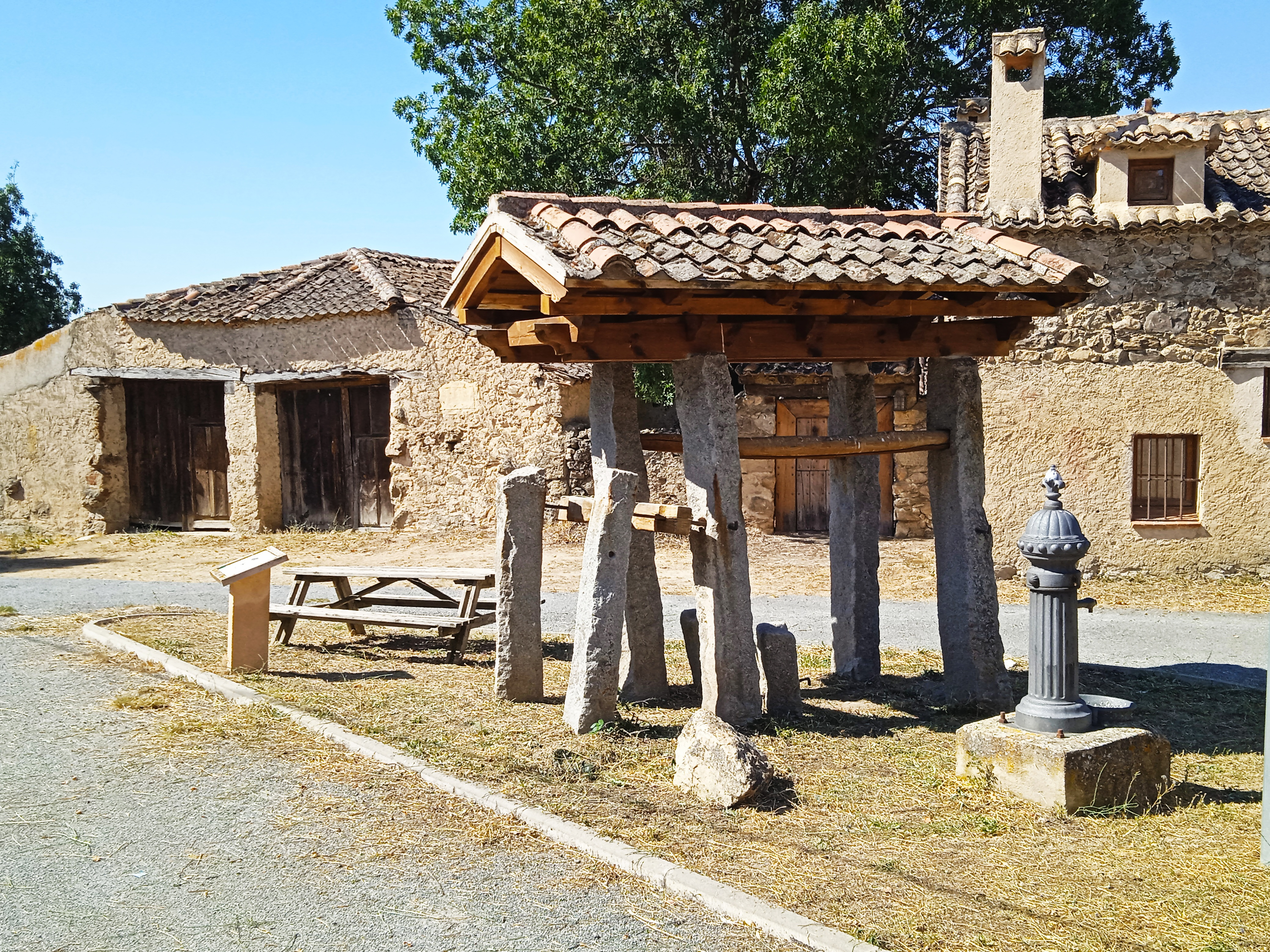
Potro de herrar de Tenzuela

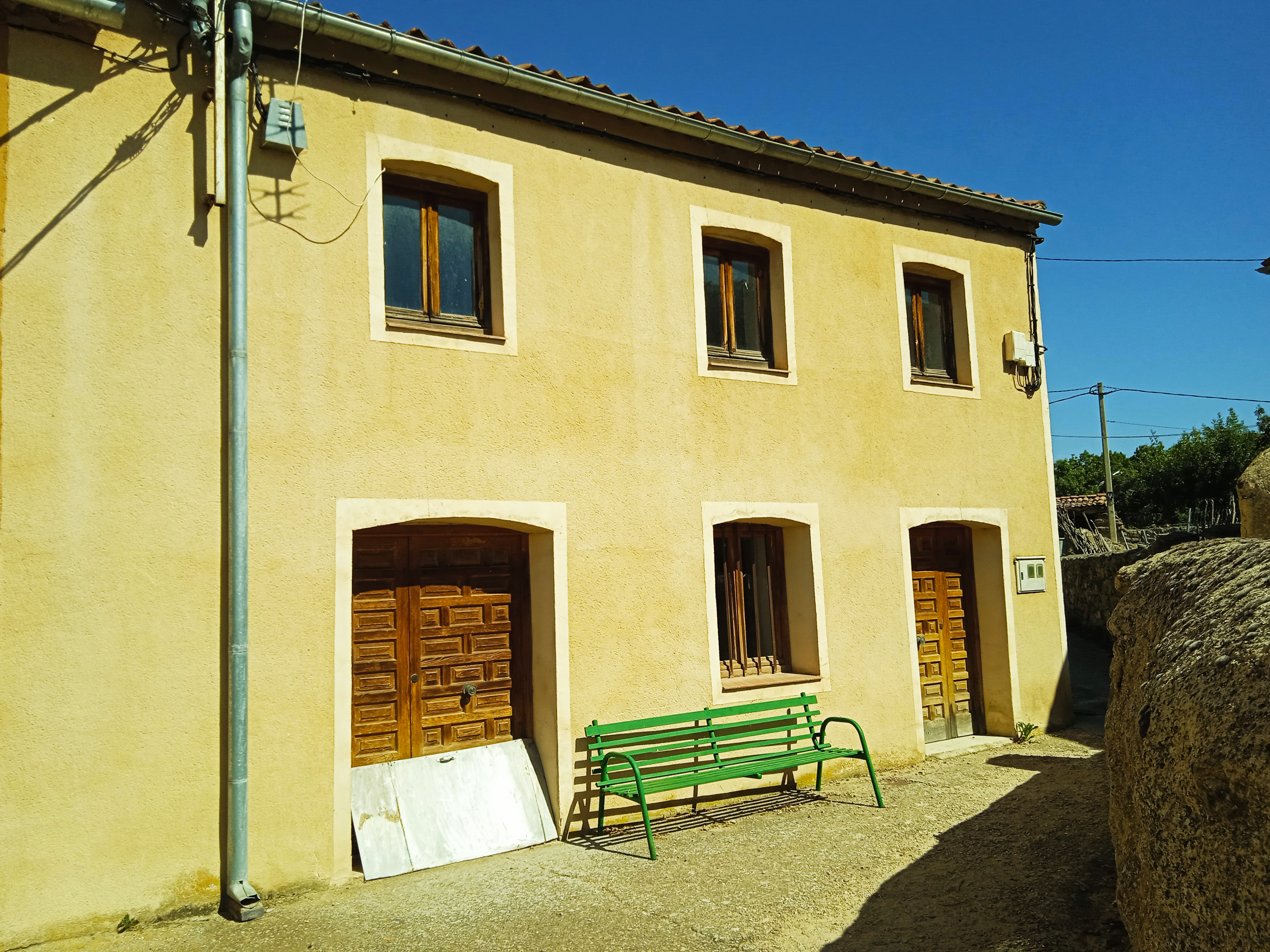
Casa consistorial, sede del antiguo ayuntamiento

### Patrimonio
- Iglesia románica de San Miguel Arcángel;[12]
- El árbol de la vida, pila bautismal románica;[13]
- Potro de herrar situado junto a la iglesia;
- Antigua casa consistorial, fue sede del extinto ayuntamiento.

### Fiestas
- El 5 de febrero, Santa Águeda;
- En febrero: Virgen Agarrobera o Algarrobera;
- El 23 de mayo: Pentecostés;
- El 29 de septiembre: San Miguel Arcángel.[14][15]

### Leyendas
- Leyenda del Tuerto Pirón. El Tuerto de Pirón era un bandolero nacido en la localidad vecina de Santo Domingo de Pirón. Fernando Delgado Sanz, apodado el Tuerto de Pirón, robaba a los ricos, asaltaba iglesias y caminos, uno de sus asaltos más legendarios y complejos fue el de la iglesia de Tenzuela.[16][17]